# Giuseppe Gallizia
Giuseppe Gallizia (Ludiano, 11 aprile 1915 – Lugano, 17 gennaio 2007) è stato un archivista svizzero.
Parroco di Prugiasco dal 1938 al 1966, e dal 1966 al 1999 archivista dell¹Archivio della diocesi di Lugano, nel 2003 e nel 2005 pubblicò la trascrizione e la traduzione del Martirologio di Prugiasco (conservato nell¹Archivio di Prugiasco). Il documento è anche una descrizione dei beni della Chiesa nel territorio, nella metà del Cinquecento.

## Opere
- Nel terzo centenario della confraternita bleniese della Buona Morte. In: «Memorie storiche della diocesi di Milano», V (1958), S. 216–229.
- Una preziosa fonte di nostra storia. In: «Archivio Storico Ticinese», S. I, I 1960, 2, S. 43–48.
- La chiesa parrocchiale di San vittore. In: Aquila alla sua milizia nel 150.esimo. Numero unico, Acquarossa 1962, S. 8–10.
- Indice del fondo «Tre Valli svizzere». In: «Archivio Storico Ticinese», S. I, V 1964, S. 11–52, 18, S. 63–77.
- Catalogo dell’Archivio parrocchiale di Lodrino e Prosito. In: Lodrino, Monografia storica del Comune e dei suoi monumenti., Bellinzona, Giampiero casagrande, 1966, S. 81–83.
- Lugano e la sua Pieve. In: «Il Monitore Ecclesiastico della Amministrazione Apostolica Ticinese», LXXIV 1968, 3–4, S. 74–80, 5, S. 101–108.
- Regesto delle visite pastorali nel Ticino del Vescovo Giovan Ambrogio Torriani 1669–1672 e dell’arcivescovo Cardinale Federico Visconti 1682. Tipografia La Buona Stampa, Lugano 1973, S. 261.
- Visite pastorali e archivi ecclesiastici per la nostra storia. In: Scrinium. Studi e testimonianzi pubblicati in occasione della 53.esima assemblea annuale dell’Associazione degli Archivisti svizzeri. Lugano 23–24 Settembre 1976, Tipografia Stazione, Locarno 1976, S. 149–158.
- Libro degli esametri, ossia dei carmi eroici della Valle di Blenio. Unione di Banche Svizzere, Lugano 1981, S. 15–76 (traduzione italiana di Giacomo Genora: Liber Hexametrorum, seu herojcorum Carminum. 1692.)
- San Carlo, il Ticino e la Svizzera. In: Carlo Borromeo. Presenze nel Ticino. Appunti per una iconografia. Edizioni Giornale del Popolo, Lugano 1984, S. 59–96.
- I Visitatori e i provisitatori delle tre valli ambrosiane ticinesi (1567–1884). In: Helvetia Sacra, Serie I, Vol. 6, Arcidiocesi e diocesi. La diocesi di Como, Basilea e Francoforte sul Meno, Helbling & Lichtenhahn, Basel 1989, S. 416–432.
- Chiesa di San Pietro Motto di Dongio. Traccia di una storia religiosa. Appunti e vicende-evangelizzazione e Cristianesimo-visite pastorali. In: San Pietro Motto di Dongio. Storia e restauri di una chiesa sulla via del Lucomagno. Giampiero Casagrande, Lugano 1993, S. 21–83.
- Il martirologio di Prugiasco del 1541, in «Bollettino Storico della Svizzera Italiana», Serie IX, volume CVI, 1, Salvioni, Bellinzona.